# شاشتين ستراجه
شاشتين ستراجه (بالإنجليزية: Šaštín-Stráže)‏ هي مدينة و municipality of Slovakia تقع في سلوفاكيا في Senica District في غرب سلوفاكيا. كانت الأصل قريتين منفصلتين، وهي الآن واحدة من احدث المدن في لوفاكيا. يقدر عدد سكانها بـ 4,908 نسمة .